# Jacqueline Duhême
Jacqueline Duhême (Versailles, 15 novembre 1927 – Nogent-sur-Marne, 1º marzo 2024) è stata un'illustratrice e scrittrice francese, artista poliedrica e innovativa. Rievocò, nei suoi libri e disegni per ragazzi, la storia letteraria e artistica del novecento.
In occasione del viaggio dei Kennedy in Francia inventò il reportage in disegni. La stessa cosa fece con il viaggio di Charles de Gaulle in Sud America e con quello di Papa Paolo VI in Terra Santa.

## Biografia
Jacqueline Duhême nacque il 15 novembre 1927 a Versailles dopo una brevissima avventura tra una libraia francese e uno studente greco. Non andò a scuola, cominciò a disegnare, fu lasciata a 10 anni in Grecia durante la seconda guerra mondiale, quando rientrò in Francia fu affidata all'assistenza sociale. Iniziò la sua carriera come assistente di bottega presso Henri Matisse a Vence, dopo essere stata allieva di Paul Colin. Ebbe il merito di portare i grandi poeti che illustrò - Paul Éluard, Jacques Prévert, Blaise Cendrars, Claude Roy tra gli altri - a scrivere per i giovani. Illustrò anche i suoi testi come Le Noël de Folette, Hadji, Irma et Igor sur le France.
Innovò inventando il resoconto disegnato. Lo fece illustrando il viaggio in Francia della famiglia Kennedy, John e Jaqueline Fitzgerald, prima fu scarabocchiato a penna il disegno, poi colorato ad acquarello e infine completato con delle piccole didascalie. Fu un successo. La Duhême venne invitata negli Stati Uniti alla villa dei Kennedy a Cape Cod e suoi disegni entrarono a far parte delle collezioni del Kennedy Museum di Boston. Illustrò anche il viaggio di Charles de Gaulle in Sud America e quello di Papa Paolo VI in Terra Santa sotto forma di un grande volantino, il Paparama.
Nella sua autobiografia, Une vie en crobards, raccontò una vita intimamente legata alla storia artistica e letteraria del XX secolo. Picasso, Louis Aragon, Colette, Marc Chagall, Robert Doisneau, Man Ray, Raymond Queneau, Henry Miller, Jack Kerouac furono alcuni dei suoi amici e lunga fu la frequentazione con Henri Matisse. Rievocò anche la sua infanzia legata alla libreria di sua madre a Suresnes, il periodo trascorso in Grecia durante la seconda guerra mondiale e alla fine i primi lavoretti in Francia. All'età di 20 anni conobbe il suo più grande amore, Paul Éluard (1895-1952). Furono anche sul punto di sposarsi ma, all'indomani della Liberazione, ci fu il veto del partito comunista francese che ritenne "la notevole differenza di età tra i due sconveniente per il partito". Éluard se ne andò in Messico, ella lasciò Parigi e si recò in Costa Azzurra dove iniziò a lavorare per Matisse a Saint-Paul-de-Vence. Rimase con lui dal 1948 fino al giorno della sua morte nel 1952.
Questa esperienza venne raccontata in Petite main chez Henry Matisse, testo ricco di aneddoti. Jacqueline rivide Éluard nel 1951: il poeta le chiese di illustrargli Grain-d’Aile, racconto per bambini che lui volle dedicarle. Venne pubblicato nel marzo 1951 insieme ai disegni di Duhême sulla rivista Elle, la rivista con cui lei iniziò a collaborare come illustratrice.
Jacqueline Duhême realizzò un insieme di opere oggetto di mostre in Francia e all'estero. Creò anche arazzi, tutti multicolori, per la Manifattura di Aubusson.
Morì a Nogent-sur-Marne il 1º marzo 2024 all'età di 96 anni.

## Opere

### Libri autobiografici
- Line et les autres, prefazione di Pierre Salinger, Parigi, Gallimard, 1986 ISBN 2-07-070818-7
- Jacqueline Kennedy et Jacqueline Duhême partent en voyage, Jacqueline Duhême e Vibhuti Patel, prefazione di John Kenneth Galbraith; Parigi, Gallimard jeunesse, 1998 ISBN 2-07-052179-6
- Petite Main chez Henri Matisse, Parigi, Gallimard jeunesse, 2009 ISBN 978-2-07-062047-0
- Une vie en crobards, Parigi, Gallimard jeunesse, 2014 ISBN|978-2-07-064920-4[5]

### Album per giovani
- Les Belles images de Jacqueline Duhême, Parigi, G.P. rouge et or, 1983 ISBN|2-261-01326-4
- Le Noël de Folette, Parigi, Gallimard jeunesse, 1992 ISBN 2-07-056811-3
- Louloute, Parigi,  Seuil jeunesse, 2002 ISBN 2-02-054028-2
- Hadji / Jacqueline Duhême, illustrato da Jean-Louis Besson, Parigi, Gallimard jeunesse; Parigi, Sol en si, 1996 ISBN 2-07-059528-5
- Irma et Igor sur le “France”, Parigi, Gallimard jeunesse, 2003 ISBN 2-07-055345-0

### Illustrazioni
- Claude Aveline, L'ARBRE TIC TAC, Editions Raisons d'Être. Collection RAISINS d'ENFANCE, 1950
- Le Livre des droits de l'homme, prefazione di Robert Badinter, Parigi, Gallimard jeunesse, 2005 ISBN 2-07-051104-9
- Claude e Jacqueline Held, La poudre des sept planètes, Hachette, 1990 ISBN 2-0101-6250-1
- Françoise Colin e Catherine Aubier, Le cancer, Parigi, France loisirs, 1992 ISBN 2-7242-5535-6
- Miguel Angel Asturias, L'homme qui avait tout tout tout, G. P. Rouge et or, 1973
- Maurice Druon, Tistou les pouces vert, Gallimard Jeunesse, 1993
- Paul Éluard, L'enfant qui ne voulait pas grandir, Parigi, Pocket Jeunesse, 1999 ISBN 9782266090018
- Dorothée-Marguerite Kœchlin de Bizemont, La Balance, Parigi, Solar, 1982 ISBN 2-263-00430-0
- Jacques Prévert, Au hasard des oiseaux, et autres poèmes, Parigi Gallimard, 1992 ISBN 2-07-052320-9
- Jacques Prévert, Le Cancre, Parigi, Gallimard, 1989 ISBN 2-07-039219-8. Rieditato: Paris, Gallimard jeunesse, 2007 (Gallimard album) ISBN 978-2-07-057603-6
- Jacques Prévert, Le Bateau la terre. Voisins-le-Bretonneux : Rue du monde, 2004, 18 p. (Petits géants). Extrait du recueil : Le grand bal du printemps. ISBN 2-912084-93-8
- Jacques Prévert, Balades, Parigi, Gallimard jeunesse, 2007 ISBN 978-2-07-050868-6
- Jacques Prévert, Chanson pour chanter à tue-tête et à cloche-pied; seguito da Le dromadaire mécontent, Parigi. Gallimard jeunesse, 2001 (Infanzia in poesia) ISBN 2-07-054601-2
- Joël Sadeler, Les animaux font leur cirque, Parigi, Gallimard jeunesse, 2000 ISBN 2-07-054229-7
- Joël Sadeler, Le Voyage du chariot à mots, Parigi, Larousse, 1995 ISBN 978-2036120051
- John Rowe Townsend, À chat perché sur un gratte-ciel',. Parigi, Hachette, 1995 ISBN 2-01-321332-8
- Vercors, Camille ou l'Enfant double, Parigi, Éditions G.P., 1978 ISBN 2-261-00537-7. Riedizione: Parigi, Pocket jeunesse, 2006 ISBN 2-266-12771-3
- «Le Loup de Gubbio», in Les fioretti de saint François d'Assise, adattata dall'italiano da Roger Grenier, Parigi, Gallimard jeunesse, 2008 ISBN 978-2-07-061463-9

## Decorazioni
- Commandeur de l'ordre des Arts et des Lettres, 10 febbraio 2016[8]